# Łunna
Łunna (biał. Лунна) – agromiasteczko (dawniej miasteczko) na Białorusi, w obwodzie grodzieńskin, w rejonie mostowskim, centrum administracyjne miejscowego sielsowietu.
Miasto lokowała królowa Bona Sforza w 1530 roku. Miasto królewskie ekonomii grodzieńskiej położone było w końcu XVIII wieku w powiecie grodzieńskim województwa trockiego.
W II Rzeczypospolitej w województwie białostockim, w powiecie grodzieńskim. Siedziba wiejskiej gminy Łunna. W 1921 roku wieś liczyła 1884 mieszkańców. W 1929 funkcjonował tu jeden kościół katolicki, cerkiew i synagoga. Synagoga znajdowała się przy obecnym placu Gierojów. W trakcie działań wojennych budynek został zniszczony.
Według Powszechnego Spisu Ludności z 1921 roku zamieszkiwało tu 1884 osób, 380 było wyznania rzymskokatolickiego, 129 prawosławnego, 1.373 mojżeszowego, 1 innego chrześcijańskiego a 1 niewiadomego. Jednocześnie 1123 mieszkańców zadeklarowało polską przynależność narodową, 22 białoruską, 1 niemiecką a 738 żydowska. Było tu 308 budynków mieszkalnych. Miejscowość należała do miejscowej parafii prawosławnej i rzymskokatolickiej. Podlegała pod Sąd Grodzki w Skidlu i Okręgowy w Grodnie; właściwy urząd pocztowy mieścił się w miasteczku. Ulokowany był tu także posterunek policji podległy Komendzie Powiatowej PP w Grodnie.

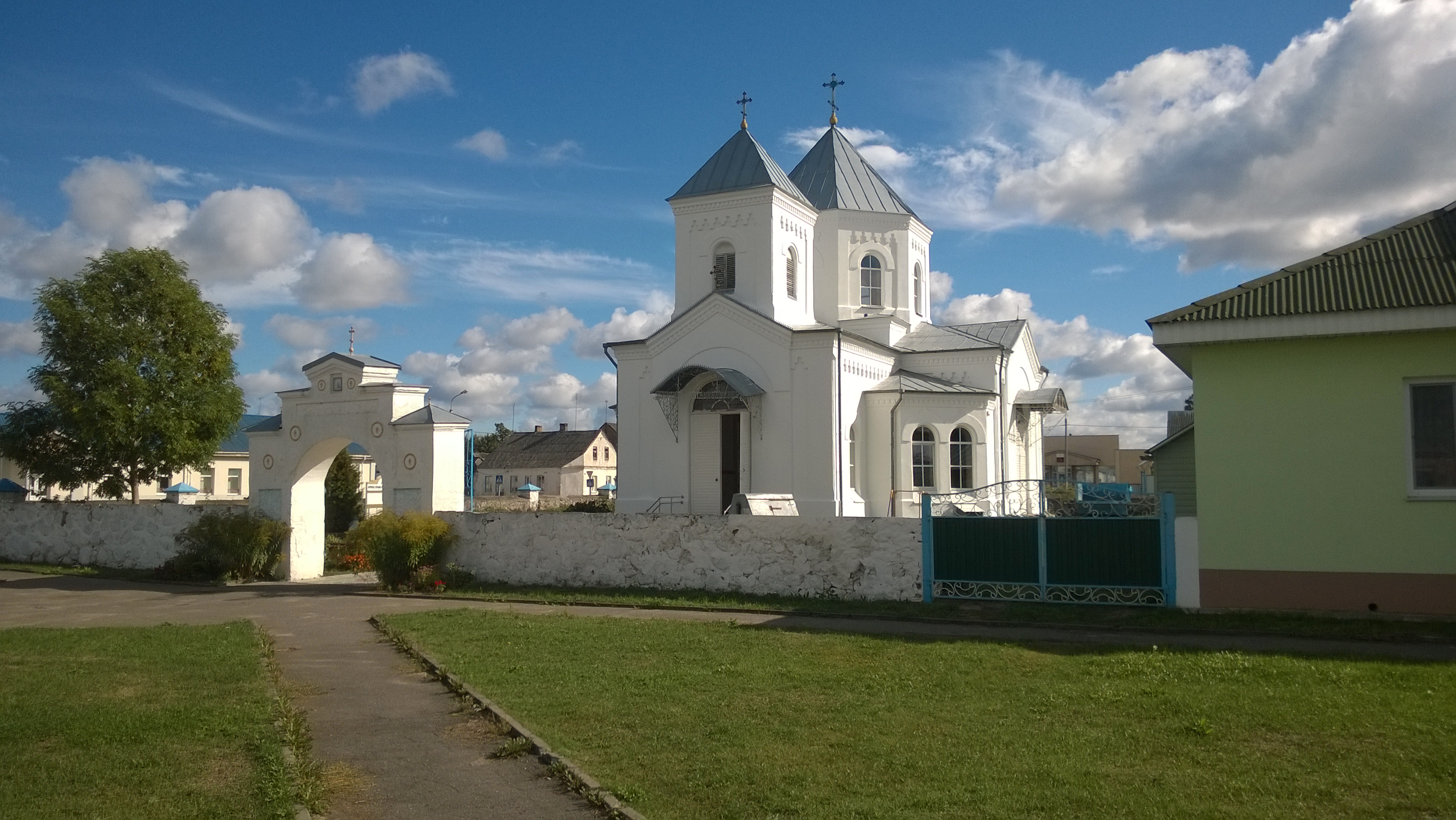
Cerkiew Narodzenia św. Jana Chrzciciela

W 2009 roku w Łunnie mieszkało 961 mieszkańców. Znajdują tu się dwie parafie – prawosławna pw. Narodzenia św. Jana Chrzciciela i rzymskokatolicka pw. św. Anny.
Na cmentarzu w Łunnie znajduje się grób rodziny Kamieńskich, w tym zmarłego w 1896 r. Jana Kamieńskiego, właściciela majątku Miniewicze. Był on pierwowzorem Andrzeja Korczyńskiego z powieści Elizy Orzeszkowej "Nad Niemnem".

## Dwór Wola
Niegdyś pół kilometra od Łunny była wieś Wola, obecnie wchłonięta przez agromiasteczko. Dobra te, o powierzchni około 400 ha, w XIX wieku należały do rodziny Krzywickich. Na przełomie XIX i XX wieku stały się własnością Edwarda Tarasowicza, ostatniego właściciela majątku przed 1939 rokiem.
W 1832 roku Krzywiccy wybudowali tu klasycystyczny dwór na wysokim podmurowaniu. Budowa nie została ukończona: wzniesiono dziewięcioosiowy korpus główny i lewe skrzydło. W centralnej części korpus posiadał pięterko o szerokości trzech osi, tej samej szerokości był portyk w wielkim porządku o sześciu toskańskich kolumnach stojących na planie półkola. Dom był przykryty gładkim, czterospadowym dachem gontowym. Lewe skrzydło było sześcioosiowe. Przez znaczną część drugiej połowy XIX wieku dwór był niezamieszkany i niszczał, dopiero na początku XX wieku został odnowiony, jednak znów zniszczony w czasie I wojny światowej. W 1928 roku właściciele ponownie wyremontowali dom. Miał on wtedy układ dwutraktowy, po lewej stronie z korytarzem pośrodku. W części centralnej był obszerny hall ze schodami, a od strony parku – trzyokienny salonik.
Dwór stał w trzyhektarowym parku. Do domu prowadziła od bramy szeroka aleja topolowa. Przed nim był wielki gazon, podobny gazon był po stronie ogrodowej, opadającej ku rzeczce, przez którą przerzucono dwa mostki, prowadzące do dalszej części ogrodu.
Majątek Wola koło Łunny został opisany w 3. tomie Dziejów rezydencji na dawnych kresach Rzeczypospolitej Romana Aftanazego.